# Абрамов Михайло Єгорович
Михайло Єгорович Абрамов (1912, Тихвинка, Тамбовська губернія — 27 липня 1967, Тамбовська область) — навідник зброї 3-ї батареї 1091 гарматного артилерійського полку Резерву Головного Командування, єфрейтор — на момент подання до нагородження орденом Слави 1-го ступеня.

## Біографія
Народився 1912 року в селі Тихвинка (нині — Кирсанівського району Тамбовської області). Після школи працював у колгоспі. 1932 року закінчив гірничий технікум у місті Щербинівка Донецької області. Працював гірничим майстром на шахтах Донбасу.
У Червоній Армії з 5 лютого 1942 року. У боях під час Великої Вітчизняної війни з травня 1942 року. На фронті став навідником гармати, у складі 1091-го гарматного полку артилерійського Резерву Головного Командування, брав участь у боях під Ржевом. У важких умовах лісисто-болотистої місцевості від артилеристів була потрібна гранична точність, витримка і витривалість. Єфрейтор Абрамов був обачливий, боєприпаси витрачав ощадливо, як належить. 5 березня 1943 року за відзнаку у боях нагороджений медаллю «За бойові заслуги». Член ВКП/КПРС з 1944 року.
18 липня 1944 року при прориві оборони противника на захід від міста Ковель єфрейтор Абрамов разом з бійцями обачно подавили 3 батареї противника і знищили дзот, вогонь якого особливо заважав просуванню стрілецьких підрозділів. Своїм вогнем сприяв захопленню 4-гарматної батареї, танка та 2 тягачів. Наказом від 6-ї артилерійської дивізії від 20 серпня 1944 року єфрейтора Абрамова Михайла Єгоровича нагороджено орденом Слави 3-го ступеня.
З 14 січня 1945 року 1091-й артилерійський полк діяв у смузі 25-го стрілецького корпусу, що проривав оборону противника на південний захід від міста Пулави. Погода була нельотною, йшов сніг. Весь тягар вогневого забезпечення стрілецьких частин впав на артилерію безпосередньої підтримки піхоти. За сім днів боїв (14-17 січня) розрахунок зброї в якому навідником був єфрейтор Абрамов, придушив дві артилерійські батареї 150-мм гаубиць і знищив понад півтораста ворожих солдатів та офіцерів. 30 січня 1945 року війська 25-го стрілецького корпусу форсували річку Одер та вступили на територію Німеччини. Наказом від 11 лютого 1945 року єфрейтора Абрамова Михайла Єгоровича нагороджено орденом Слави 2-го ступеня.
Запеклі бої на одерському плацдармі тривали понад місяць. Лише за день, 2 березня 1945 року, єфрейтор Абрамов у складі розрахунку придушив вогонь двох ворожих артилерійських батарей і винищив близько п'ятдесяти противників.
З 6 по 8 березня у боях у районі міста Кюстрін єфрейтор Абрамов замінив пораненого командира зброї. Артилеристи, очолювані ним, знищили склад із пальним, протитанкову гармату та близько двадцяти ворожих солдатів.
Указом Президії Верховної Ради СРСР від 31 травня 1945 року за зразкове виконання завдань командування у боях із німецько-ворожими загарбниками на кінцевому етапі Великої Вітчизняної війни єфрейтора Абрамова Михайла Єгоровича нагороджено орденом Слави 1-го ступеня. Став повним кавалером ордена Слави.
У 1945 році М. Є. Абрамова було демобілізовано. Повернувся на батьківщину. Понад 20 років працював на станції Іноківка Тамбовської дистанції шляху Південно-Східної залізниці. Помер 27 липня 1967 року після важкої хвороби. Похований у селі Ковилка, Кирсанівського району, Тамбовської області.

## Нагороди
- Медаль «За бойові заслуги» (СРСР) (5.3.1943)[1]
- орден Слави 1-го (31.5.1945), 2-го (11.2.1945) і 3-го (20.8.1944) ступенів.